# Okrouhlý zátažný stávek

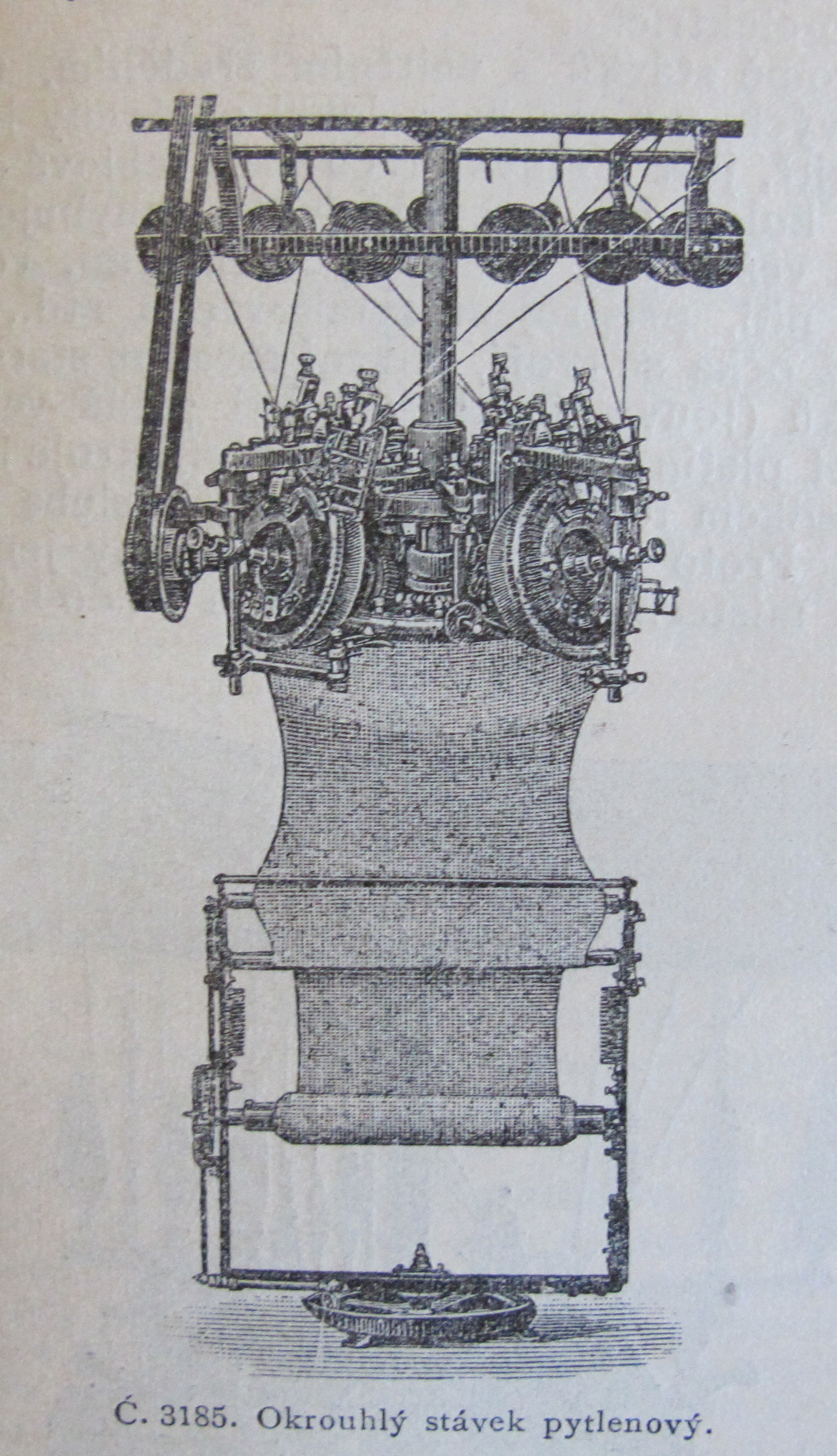
Okrouhlý zátažný stávek z konce 19. století

Okrouhlý zátažný stávek (německy  Mailleusen-Rundwirkmaschine, Rundkulierwirkmaschine) zvaný také francouzský stávek je stroj s horizontálně uloženými jehlami k výrobě pletenin hadicového tvaru.

## Funkce a výkon stroje
Háčkové jehly jsou pevně zapuštěny do rotujícího jehelního lůžka, poloha nitě a pohyb hlavic jehel (otvírání a zavírání) při pletení jsou ovládány platinami a lisovacím kolečkem, jejichž práci řídí tzv. platinové kolo, v češtině zvané tvořič (dva tvořiče jsou např. na nákresu vpravo).
Postup při tvorbě pleteniny se dá rozdělit do následujících fází:
1. Staré očko se nachází na stvolu jehly, zatahovací platina vytváří z nové niti kličku
2. Platina táhne kličku pod háček jehly
3. Lisovací kolečko uzavírá hlavici jehly, platina posouvá staré očko na hlavici jehly
4. Staré očko se přehazuje s pomocí platiny přes hlavici jehly a nová nit se při tom protahuje starým očkem.[1] Průměr jehlového lůžka se udává s 80 – 135 cm, obrátky jehlového věnce dosahují maximálně 40/min, na stávku se dá vyrobit 2-5 metrů pleteniny (hadice) za hodinu, tj. maximálně cca 20 m²/hod. [2]

Na francouzských stávcích je možné vyrábět vedle hladkých také výplňkové úplety na svrchní ošacení, žerzej, sportovní oblečení, prádlo, technické a bytové textilie.  

## Z historického vývoje
První patent na francouzský stávek obdržel Francouz Decroix v roce 1798. Stroje se však začaly stavět teprve v polovině 19. století (po realizaci patentu pařížského hodináře Leroi na tvořič z roku 1808). Stroje se používaly asi do druhé třetiny 20. století, z pozdější doby však není známý žádný výrobce tohoto zařízení v původní podobě.  (V písecké pletárně Jitex bylo ještě v roce 1989 v provozu 65 strojů (s průměrem jehlového lůžka 61 cm) od firmy WAGA).
Výkon zátažných okrouhlých strojů (s pohyblivými jehlami) přesahoval při výrobě stejného zboží několikanásobně výkon francouzských stávků, které se proto (pro původní účely) přestaly používat.

## Francouzské stávky v 21. století
V roce 2014 se vyrábějí francouzské stávky např.
- se dvěma vývody s průměrem jehelního lůžka 3-12 mm a s výkonem 6-12 m/min (cca 50 m²/hod.). Použití: stuhy, pozamenty, hadičky
- s průměrem jehelního lůžka do 18 cm, s 1500 ot./min. Použití: obalový materiál, bandáže

a několik dalších variant 
Evropská odborná literatura se o francouzských stávcích z 21. století nezmiňuje, podrobnosti o jejich provedení nejsou proto veřejně známy. 